# Францій
Францій (позначення — Fr, від фр. France) — лужний хімічний елемент і проста речовина. Має атомний номер 87 за періодичною системою елементів. Надзвичайно активний і радіоактивний. Займає друге місце за унікальністю серед елементів, знайдених в природі (перше місце займає астат). Стабільних ізотопів не має. Найстабільніший ізотоп 223Fr (Т1/2 = 21,8 хв.). Крім того, понад 40 ізотопів францію з атомними масами від 199 до 233 одержані штучно.

## Історія відкриття
У статті «Природна система елементів і застосування її до вказівки властивостей невідкритих елементів», опублікованої 1871 року, Менделєєв писав: «Потім у десятому ряді можна чекати ще основних елементів, що належать до I, II і III груп. Перший з них повинний утворювати оксид R2O, другий — RO, а третій — R2O3; перший буде подібний із цезієм, другий — з барієм, а всі їхні оксиди повинні володіти, звичайно, характером найенергійніших основ».
Періодичний закон дозволяв передбачити деякі властивості невідкритого елементу. Оскільки металічність елементів зростає від літію до цезію, зрозуміло було, що 87-ий елемент ще більш сильно виражений метал. Цим обумовлювалася його надзвичайно висока реакційна здатність, у зв'язку з чим він міг бути наявним у природі лише у виді солей, що мають більшу розчинність, ніж у всіх інших солей лужних металів. Оскільки від літію до цезію знижувалася температура плавлення (від 180,5 до 28,5 °С), резонно було вважати, що ека-цезій у звичайних умовах повинний подібно ртуті перебуває в рідкому стані. Для лужних металів (окрім літію) характерна ще одна закономірність: чим більше масове число елемента (тобто чим нижче він розташований у періодичній таблиці), тим менше його в земній корі. Якщо врахувати, що частка цезію в природі зовсім невелика, то розташований під ним елемент № 87 міг бути найрідкіснішим. Нарешті, радіоактивність його сусідів — відкритих наприкінці XIX століття радію й актинію — дозволяли припустити, що і ека-цезій має бути радіоактивним.
Властивості елемента № 87 визначили два основні напрямки пошуку: одні вчені розраховували знайти його в мінералах лужних металів або в багатих ними водах мінеральних джерел і морів; інші сподівались знайти ека-цезій серед продуктів розпаду сусідніх із ним елементів.
1913 року англійський радіохімік Дж. Кренстон повідомив, що він помітив у одного з ізотопів актинію слабке альфа-випромінювання (поряд із характерним для цього ізотопу бета-випромінюванням). Учений припускав, що при цьому може утворитися ізотоп елементу № 87. Через рік подібні результати були отримані австрійськими радіохіміками Меєром, Гессом і Панетом, що знайшли у дослідах з ізотопом актинію неочікувані альфа-частинки. «Ці частки утворяться при альфа-розпаді звичайно бета-активного 227Ас, — писали вони, — …продуктом розпаду має бути ізотоп елементу № 87». Але припущення — ще не науковий факт, тим більше, що для сумнівів було чимало основ: по-перше, помічене альфа-випромінювання було настільки слабким, що не виходило за межі можливих похибок експерименту: по-друге, досліджуваний препарат актинію міг містити домішки сусіднього протактинію, який здатен випромінювати альфа-частинки, і тому міг ввести дослідників в оману. Як з'ясувалося пізніше, дослідники перебували на правильному шляху, однак до відкриття елементу № 87 залишалося ще чверть століття.
1925 року англієць І. Фріенд вирішив податися до Палестини, щоб вивчити води Мертвого моря, багаті лужними металами. «Вже кілька років тому, – писав він, – мені спало на думку, що якщо ека-цезій здатний до постійного існування, то його можна буде знайти в Мертвому морі». Ідея ця не позбавлена була сенсу, але знайти рентгеноспектральним аналізом хоча б сліди елементу № 87 не вдалося.
За допомогою спектроскопу намагалися виявити невловимий елемент і багато інших дослідників; адже саме він допоміг відкрити рубідій і цезій — найближчих родичів елемента № 87 в лужному сімействі. Не тільки концентрати морських солей, але і крупинки найрідкісніших мінералів, попіл грибів та сигар, спалений цукор і кістки викопних тварин — здавалося б, усі потенційні сховища атомів ека-цезію побували перед об'єктивом спектроскопу, але елемент не було виявлено.
Деякі «відкриття» після перевірки виявлялися помилковими й «закривалися». Так, 1926 року в пресі з'явилося повідомлення англійських хіміків Дж. Дрюса і Ф. Лоринга про те, що вони нібито спостерігали лінії 87-го елементу на рентгенограмах сульфату марганцю і дали йому назва алкаліній. 
Через три роки американський фізик Ф. Аллісон опублікував дані своїх магнітооптичних досліджень, які дали йому підстави вважати, що знайдено сліди шуканого елементу в малопоширених мінералах лужних металів — самарськіті, полуциті й лепідоліті. На честь свого рідного штату вчений пропонував назвати 87-й віргінієм. 1931 року його співвітчизникам Дж. Пепішу і Е. Вайнеру начебто вдалося спектроскопічним методом підтвердити наявність ліній віргінію в самарскіті, але незабаром з'ясувалося, що причиною появи незнайомих ліній був дефект кальцитового кристалу, встановленого в спектроскопі, яким користувалися вчені. 
1937 року румунський хімік Г. Хулубей повідомив, що знайшов ека-цезій у полуциті, і запропонував назвати новий елемент молдавієм. 
У 1925 році одеський хімік Дмитро Добросердов висловив на сторінках «Українського хімічного журналу» розуміння про фізичні і хімічні властивості ека-цезію, підкресливши, зокрема, що він «неодмінно має бути досить радіоактивним елементом». Але вчений при цьому помилково припустив, що зафіксована ним радіоактивність калію обумовлена домішками 87-го елементу, який він пропонував назвати руссієм.
Наступного року цікаві результати вдалося одержати відомим радіохімікам Отто Гану (Німеччина) і Дьєрдю Хевеши (Угорщина). Ретельне дослідження радіоактивних рядів деяких ізотопів актинію показало, що при альфа-розпаді одного з них утворюється ізотоп ека-цезію, щоправда, з кожного мільйона атомів вихідної речовини можна одержати лише кілька атомів 87-го елементу.
1938 року за пошуки ека-цезію взялася Марґеріт Перей — співробітниця паризького Інституту радію, учениця Марії Склодовської-Кюрі. Насамперед Пере вирішила повторити давні експерименти Меєра, Гесса і Панета. 
Проробивши досліди, Пере, подібно до своїх попередників, виявила наявність тих же альфа-частинок. Необхідно було довести, що їх джерелом є не домішки протактинію, а саме актиній. Вона очистила актиній від усіх можливих домішок і дочірніх продуктів його радіоактивного розпаду, і дослідила отриманий препарат. Пере з'ясувала, що ізотоп цього елементу з масовим числом 227 має радіоактивну «вилку», або, інакше кажучи, здатний розпадатися двома шляхами — з випромінюванням бета- і альфа-частинок. Правда, «зуби» у цієї вилки виявилися далеко не однаковими: лише в 12 випадках із тисячі ядра актинію випромінюють альфа-частинки, у всіх інших випадках вони випромінюють бета-частинки (тобто електрони), перетворюючи в ядра ізотопу торію.
Розрахунок показував, що, викинувши альфа-частинку (тобто, ядро гелію), ядро ізотопу актинію стає ядром ізотопу 87-го елементу. Дійсно, у результаті досвідів з'являвся продукт розпаду актинію з властивостями важкого лужного радіоактивного металу. Це й був ніколи раніше не зафіксований у природі довгоочікуваний ека-цезій, а саме — його ізотоп із масовим числом 223. Так у 1939 році був відкритий один із останніх доуранових елементів. 
Назва "францій" походить від фр. France — батьківщини першовідкривачки Марґеріт Перей. Саме в Парижі, в Інституті радію вона відкрила цей елемент.

## Фізичні властивості
Метал. Утворює просту речовину – францій. Фізичні та хімічні константи і властивості точно невідомі через малу тривалість існування. За оцінками густина складає близько 2,3–2,5. Температура плавлення близько 27 °C, температура кипіння — 677 °C. В розчинах поводиться як типово лужний метал. Має радіоактивні властивості.

## Хімічні властивості
За хімічними властивостями найближче до цезію. 
Теоретично францій повинен бути практично повним хімічним аналогом своїх найближчих сусідів у групі лужних металів — цезію та рубідію. Зокрема, його ступінь окиснення у сполуках завжди має становити +1, а сам елемент в металічному стані має бути найактивнішим з усіх металів.
Найповніше вивчено осадження францію з різними нерозчинними сполуками. Він випадає з розчину разом із хлороплатинатами цезію і рубідію Cs2PtCl6 і Rb2PtCl6, хлоробісмутатом Cs2BiCl6, хлоростаннатом Cs2SnCl6 і хлороантимонатом цезію Cs2SbCl6 ∙ 2,5 H2O, а також вільними гетерополікислотами — кремневольфрамовою і фосфорновольфрамовою. Францій легко адсорбується на йонообмінних смолах (сульфокатіонітах) з нейтральних і слабокислих розчинів. За допомогою цих смол легко відокремити францій від більшості хімічних елементів. Через високу радіоактивність та доволі швидкий період напіврозпаду широкого використання не знайшов.

## Ізотопи
Відомо вісім ізотопів францію, що мають період напіврозпаду більше хвилини:
| Масове число | Період напіврозпаду | Основний канал розпаду |
| ------------ | ------------------- | ---------------------- |
| 210          | 3,18 хвилини        | Альфа-розпад           |
| 211          | 3,1 хвилини         | Альфа-розпад           |
| 212          | 20 хвилин           | Захоплення електрону   |
| 222          | 14,2 хвилин         | β–-розпад              |
| 223          | 22 хвилини          | β–-розпад              |
| 224          | 3,33 хвилини        | β–-розпад              |
| 225          | 3,95 хвилини        | β–-розпад              |
| 227          | 2,47 хвилини        | β–-розпад              |

Загалом відомо 42 ізотопи францію з масовими числами від 199 до 233, 7 з яких — метастабільні.

## Поширення у природі
Як проміжний член радіоактивного ряду 235U–223Fr в незначних кількостях присутній у природі в співвідношенні 1 атом Fr на 3•1018 атомів природного урану. На Землі у рівновазі з всією масою природного урану знаходиться бл. 0,5 кг 223Fr. В поверхневому шарі земної кори товщиною 1,6 км знаходиться всього 24,5 г Fr.

## Отримання
Виділення францію з природних радіоактивних елементів (Ac, Th і інш.), а також продуктів ядерних реакцій проводять екстракційними або хроматографічним методами. 
223Fr довгий час був єдиним ізотопом, що застосовувався в дослідах з вивчення хімічних властивостей елементу № 87. Тому природно, що хіміки шукали методи прискореного виділення його з 227Ас. У 1953 році М. Пері і відомий французький радіохімік Ж. Адлов розробили експрес-метод виділення цього ізотопу за допомогою паперової хроматографії.
За цим методом розчин 227Ас, що містить 223Fr, наноситься на кінець паперової стрічки, що занурюється в спеціальний розчин. При русі розчину паперовою стрічкою відбувається розподіл на ній радіоелементів. 223Fr, як лужний метал, рухається з фронтом розчинника і відкладається після інших елементів. Пізніше Адлов запропонував використовувати для виділення 223Fr складну органічну сполуку -тенойлтрифторацетон (ТТА). Описаним методом за 10-40 хвилин удається виділити чистий препарат францію-223. Через малий період напіврозпаду працювати з цим препаратом можна не більше двох годин, після чого утворюється помітна кількість дочірніх продуктів і потрібно або очищати францій від них, або виділяти його заново.
З розвитком техніки прискорення іонів і створенням циклотронів були розроблені нові методи одержання францію. При опроміненні торієвих або уранових мішеней протонами високих енергій утворяться ізотопи францію. Найстійкішим з них виявився францій-212 з періодом напіврозпаду 19,3 хвилини. За 15 хвилин опромінення 1 г урану пучком протонів з енергією 660 МеВ на синхроциклотроні Лабораторії ядерних проблем Об'єднаного інституту ядерних досліджень у Дубні утворюється 5∙10-13 г францію-212 з активністю 2,5∙107 розпадів за хвилину.
Виділення францію з опромінених мішеней — процес досить складний. Кілька методик виділення францію з опроміненого урану розроблено радянськими радіохіміками А. К. Лаврухіною, А. А. Позняковим і С. С. Родіним, а з опроміненого торію — американським радіохіміком Е. Хайдом. Виділення францію засноване на осадженні його з нерозчинними солями (перхлоратом або кремневольфраматом цезію) або з вільною кремневольфрамовою кислотою. Час виділення францію цими методами становить 25-30 хвилин. 
Ще один спосіб одержання францію заснований на реакціях, що відбуваються при опроміненні мішеней зі свинцю, талію або золота багатозарядними іонами бора, вуглецю або неону, прискореними на циклотронах або лінійних прискорювачах. Придатні такі пари «мішень + снаряд»: Pb+B; Tl+C; Au+Ne; Au+O. 
У випадку опромінення золотої мішені іонами неону-22 з енергією 140 МеВ або кисню-18 с енергією 102 МеВ, реакції наступні:
- 79197Au + 1022Ne = 89219Ac = 87212Fr + 24He + 3n
- 197Au + 18O → 210Fr + 5n

Таким чином можна отримувати від кількох сотень тисяч до кількох мільйонів йонів францію на секунду. 
Найзручніша і найшвидша методика виділення ізотопів францію з опроміненого золота розроблена радянськими радіохіміками Н. Мальцевою і М. Шалаєвським. Францій екстрагують нітробензолом у присутності тетрафенілборату зі стовпчика, заповненого силікагелем.

## Використання
Ізотоп 223Fr знаходить обмежене застосування — для визначення 227Ac за β-випромінюванням дочірнього 223Fr, а також для дослідження міграції іонів важких лужних металів у біологічних об'єктах.
Характерне для францію випромінювання дозволяє, наприклад, швидко визначити, чи є в тих чи інших природних об'єктах його «прабатько» актиній. Для медицини безсумнівний інтерес представляє здатність францію накопичуватися в пухлинних тканинах, причому (що особливо важливо) навіть на початкових стадіях захворювання. Завдяки цьому елемент можна використовувати для ранньої діагностики саркоми, для цього використовують хлорид францію (FrCl). Такі досліди вже успішно проведені на пацюках[джерело?]. 